# Diecéze perpignansko-elneská
Diecéze perpignansko-elneská (lat. Dioecesis Elnensis, franc. Diocèse de Perpignan-Elne) je francouzská římskokatolická diecéze, založená v 6. století. Leží na území departementu Pyrénées-Orientales, jehož hranice přesně kopíruje. Sídlo biskupství a katedrála svatého Jana Křtitele se nachází v Perpignanu a konkatedrála svaté Eulálie a Julie se nachází v Elne. Diecéze je součástí marseillské církevní provincie.
Od 18. října 2014 je diecézním biskupem Mons. Norbert Turini.

## Historie
Biskupství bylo v Elne založeno v průběhu 6. století. K 1. září 1601 byl bulou Superna dispositione papeže Klementa VIII. změněn název diecéze na Perpignan-Elne a sídlo biskupství bylo přesunuto z Elne do Perpignanu.
V důsledku konkordátu z roku 1801 bylo 29. listopadu 1801 biskupství perpignansko-elneské bulou papeže Pia VII. Qui Christi Domini zrušeno, a celé území včleněno do carcassonské diecéze; bulou Paternae caritatis bylo 6. října 1822 obnoveno.
Od 8. prosince 2002 je diecéze perpignansko-elneská sufragánem montpellierské arcidiecéze; do té doby byla sufragánní diecézí arcidiecéze albijské.